# Лісандро Мартінес
Лісандро Мартінес (ісп. Lisandro Martínez, 18 січня 1998, Гвалегвай) — аргентинський футболіст, захисник англійського клубу «Манчестер Юнайтед» і збірної Аргентини.

## Клубна кар'єра
Вихованець клубу «Ньюеллс Олд Бойз». 28 червня 2017 року в матчі проти «Годой-Круса» він дебютував в аргентинській Прімері, втім цей матч так і залишився єдиним для гравця у рідній команді. У серпні того ж року для отримання ігрової практики Мартінес був відданий в оренду в клуб «Дефенса і Хустісія» і 14 жовтня в матчі проти «Сан-Лоренсо» він дебютував за новий клуб. 5 листопада в поєдинку проти «Темперлея» Лісандро забив свій перший гол за «Дефенсу». Влітку 2018 року клуб викупив контракт Мартінеса і підписав з ним угоду терміном на три сезони, але провів в команді ще лиш один сезон.
20 травня 2019 року Лісандро підписав чотирирічний контракт з амстердамським «Аяксом». Дебютував за нову команду у матчі за Суперкубок Нідерландів 2019 року проти ПСВ (2:0), здобувши таким чином перший трофей. Згодом у 2021 році він виграв з командою «золотий дубль».

## Міжнародна кар'єра
Мартінес у складі молодіжної збірної Аргентини взяв участь в молодіжному чемпіонаті Південної Америки 2017 року в Еквадорі. На турнірі він зіграв у чотирьох матчах і допоміг посісти 4 місце
Цей результат дозволив команді кваліфікуватись на молодіжний чемпіонат світу 2017 року в Південній Кореї. На цьому турнірі Мартінес був запасним і на поле не вийшов.
22 березня 2019 року в товариському матчі проти збірної Венесуели (1:3) Мартінес дебютував за збірну Аргентини. У її складі виграв Кубок Америки 2021 року, хоч і зіграв на турнірі лише в одному матчі.

## Статистика виступів

### Статистика клубних виступів
| Клуб               | Сезон             | Чемпіонат | Чемпіонат | Кубок | Кубок | Міжнародні кубки | Міжнародні кубки | Інші | Інші | Разом | Разом |
| Клуб               | Сезон             | Ігри      | Голи      | Ігри  | Голи  | Ігри             | Голи             | Ігри | Голи | Ігри  | Голи  |
| ------------------ | ----------------- | --------- | --------- | ----- | ----- | ---------------- | ---------------- | ---- | ---- | ----- | ----- |
| Ньюеллс Олд Бойз   | 2016/17           | 1         | 0         | 0     | 0     |                  |                  |      |      | 1     | 0     |
| Ньюеллс Олд Бойз   | Разом             | 1         | 0         | 0     | 0     |                  |                  |      |      | 1     | 0     |
| Дефенса і Хустісія | 2017/18           | 21        | 1         | 1     | 0     | 2                | 0                |      |      | 24    | 1     |
| Дефенса і Хустісія | 2018/19           | 25        | 2         | 2     | 0     | 7                | 0                |      |      | 34    | 2     |
| Дефенса і Хустісія | Разом             | 46        | 3         | 3     | 0     | 9                | 0                |      |      | 58    | 3     |
| Аякс               | 2019/20           | 24        | 2         | 4     | 0     | 12               | 0                | 1    | 0    | 41    | 2     |
| Аякс               | 2020/21           | 26        | 3         | 5     | 0     | 11               | 0                |      |      | 42    | 3     |
| Аякс               | Разом             | 50        | 5         | 9     | 0     | 23               | 0                | 1    | 0    | 83    | 5     |
| Всього за кар'єру  | Всього за кар'єру | 97        | 8         | 12    | 0     | 32               | 0                | 1    | 0    | 142   | 8     |

### Статистика виступів за збірну
Станом на 5 червня 2022 року
| Дата       | Місто                | Господарі | Результат | Гості     | Турнір                       | Голи | Примітки |
| ---------- | -------------------- | --------- | --------- | --------- | ---------------------------- | ---- | -------- |
| 22-3-2019  | Мадрид               | Венесуела | 3 – 1     | Аргентина | товариський матч             | -    |          |
| 3-6-2021   | Сантьяго-дель-Естеро | Аргентина | 1 – 1     | Чилі      | Відбір до ЧС 2022            | -    | 46'      |
| 28-6-2021  | Куяба                | Аргентина | 4 – 1     | Болівія   | Копа Америка 2021 - 1-й етап | -    |          |
| 16-11-2021 | Сан-Хуан             | Аргентина | 0 – 0     | Бразилія  | Відбір до ЧС 2022            | -    | 46'      |
| 27-1-2022  | Калама               | Чилі      | 1 – 2     | Аргентина | Відбір до ЧС 2022            | -    |          |
| 1-2-2022   | Кордова              | Аргентина | 1 – 0     | Колумбія  | Відбір до ЧС 2022            | -    |          |
| 5-6-2022   | Памплона             | Аргентина | 5 – 0     | Естонія   | товариський матч             | -    | 62'      |
| Усього     |                      | Матчів    | 7         |           | Голів                        | 0    |          |

## Титули і досягнення
- Володар Кубка Футбольної ліги (1):

«Манчестер Юнайтед»: 2023
- Володар Кубка Англії (1):

«Манчестер Юнайтед»: 2023-24
- Чемпіон Нідерландів (2):

«Аякс»: 2020-21, 2021-22
- Володар Кубка Нідерландів (1):

«Аякс»: 2020-21
- Володар Суперкубка Нідерландів (1):

«Аякс»: 2019
- Володар Кубка Америки (1):

Аргентина: 2021
- Чемпіон світу (1):

Аргентина: 2022